# Marjorie Daw
Marjorie Daw (née le 19 juillet 1902 et morte le 18 mars 1979) est une actrice américaine du cinéma muet. Elle participa à 68 films entre 1914 et 1927.

## Biographie
Née Margaret House à Colorado Springs (Colorado), Marjorie Daw devint actrice adolescente pour subvenir à ses besoins ainsi qu'à ceux de son frère plus jeune, à la suite du décès de leurs parents. Elle commença sa carrière en 1914 et travailla constamment durant les années 1920 pour se retirer à l’avènement du cinéma parlant.

## Mariages
Marjorie Daw fut mariée deux fois. Son premier époux fut le réalisateur A. Edward Sutherland dont elle divorça en 1925. Elle se remaria en 1929 avec Myron Selznick, mariage qui prit fin en 1942. 

## Filmographie partielle
- 1914 : The Love Victorious

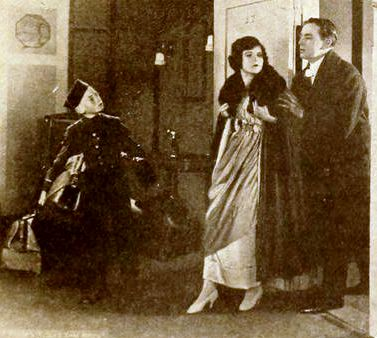
Marjorie Daw dans Don't Ever Marry (1920)

- 1915 : The Unafraid (The Unexpected) de Cecil B. DeMille : Irenya
- 1915 : The Captive
- 1916 : The House with the Golden Windows (The House of the Golden Windows)
- 1917 : Joan the Woman : Katherine
- 1917 : Petit Démon (Rebecca of Sunnybrook Farm) de Marshall Neilan : Emma Jane Perkins
- 1917 : A Modern Musketeer : Elsie Dodge
- 1918 : Douglas au pays des mosquées (Bound in Morocco) d'Allan Dwan
- 1918 : Headin' South d'Allan Dwan et Arthur Rosson
- 1918 : Un charmeur (Mr. Fix-It) d'Allan Dwan : Marjorie Threadwell
- 1918 : Douglas reporter (en) (Say! Young Fellow) de Joseph Henabery
- 1918 : Douglas a le sourire (He Comes Up Smiling) d'Allan Dwan : Billie Bartlett
- 1919 : Douglas brigand par amour (The Knickerbocker Buckaroo) de Albert Parker : Rita Allison
- 1919 : Sa Majesté Douglas (His Majesty, the American) de Joseph Henabery : Felice, comtesse de Montenac
- 1920 : Ne vous mariez jamais (Don't Ever Marry) de Marshall Neilan et Victor Heerman : Dorothy Whynn
- 1920 : Dinty : Ruth Whitely
- 1921 : Mademoiselle Papillon (The Butterfly Girl) de John Gorman : Edith Folsom
- 1921 : Cheated Hearts de Hobart Henley : Muriel Bekkman
- 1922 : The Lone Hand : Sue De Muidde
- 1922 : Love Is an Awful Thing : Helen Griggs
- 1922 : Le Dernier des Don Farel (The Pride of Palomar) de Frank Borzage : Kay Parker
- 1923 : Le Roman d'une reine (Rupert of Hentzau) de Victor Heerman : Rosa Holf
- 1923 : Le Roi de l'air (Going Up) de Lloyd Ingraham
- 1923 : The Dangerous Maid de Victor Heerman
- 1923 : L'Appel de la vallée (The Call of the Canyon) de Victor Fleming  : Flo Hunter
- 1924 : Human Desires : Joan Thayer
- 1924 : Gambling Wives de Dell Henderson
- 1924 : Abnégation (The Passionate Adventure) de Graham Cutts : Vicky
- 1925 : Le Masque brisé (One Way Street) : Elizabeth Stuart
- 1925 : East Lynne : Barbara Hare
- 1926 : The Highbinders : Hope Masterson
- 1926 : Redheads Preferred d'Alan Dale: Angela Morgan
- 1927 : Why Girls Say No de Leo McCarey : Becky
- 1927 : Outlaws of Red River : Mary Torrence
- 1927 : Topsy and Eva de Del Lord